# Mrs. Temple's Telegram
Mrs. Temple's Telegram è un film muto del 1920 diretto da James Cruze. È l'adattamento cinematografico dell'omonima commedia di Frank Wyatt e William Morris, andata in prima a Broadway all'Hoyt's Theatre dal 1º febbraio al 27 marzo 1905. Il film, prodotto dalla Famous Players-Lasky Corporation e distribuito dalla Paramount Pictures, aveva come interpreti principali Bryant Washburn e Wanda Hawley.

## Trama

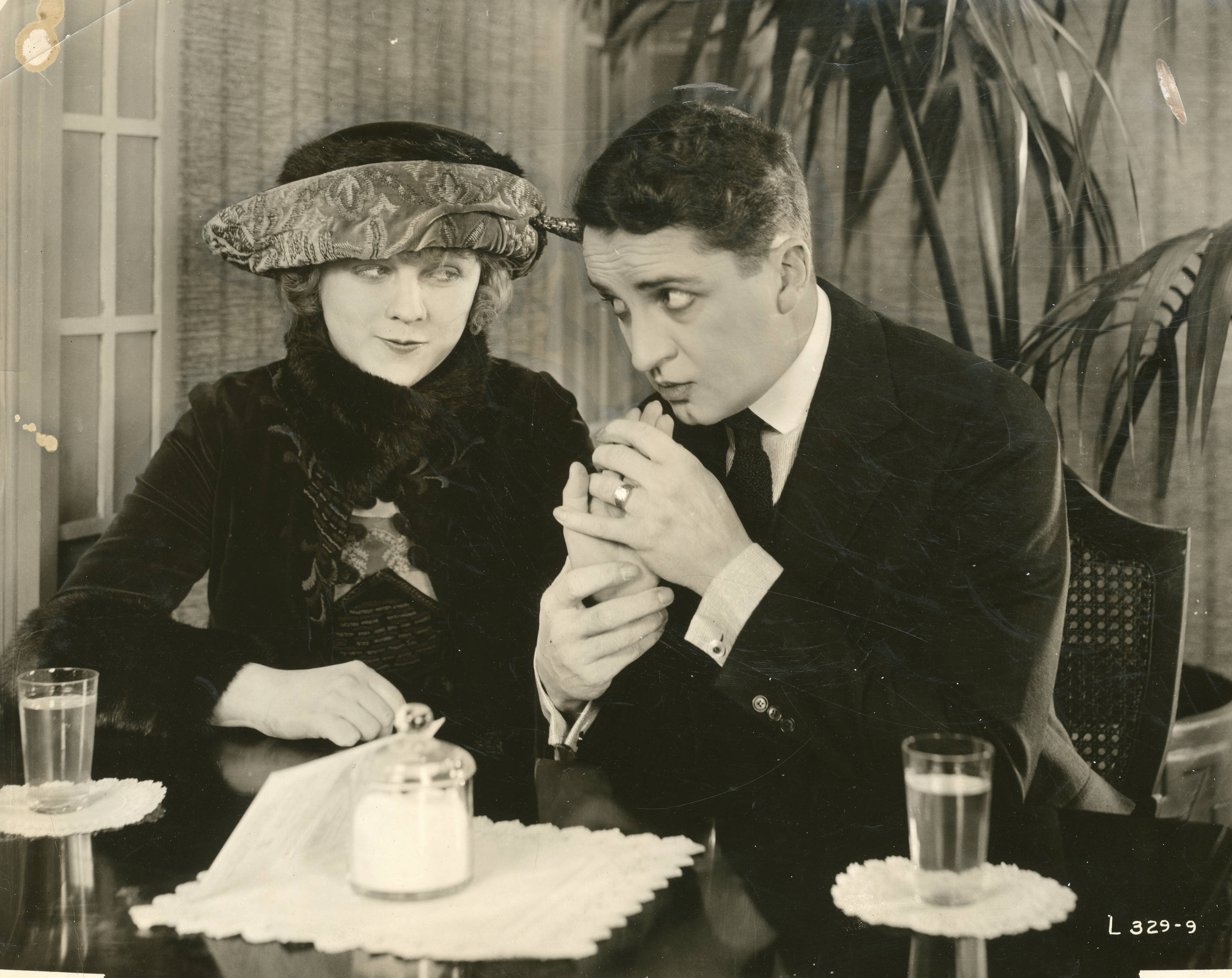
Wanda Hawley e Bryant Washburn

Anche se Jack adora letteralmente la mogliettina, Clara non può fare a meno di essere gelosa. Mentre si trova in una gelateria, lui osserva una bella donna che lo attrae con la sua aria fascinosa. Più tardi, la ritrova di nuovo sul giardino pensile di un grande magazzino. Distratti, i due si intrattengono oltre l'orario di chiusura e così restano chiusi dentro durante la notte. Il giorno dopo, non sapendo cosa inventarsi per placare la moglie possessiva e diffidente che di certo non crederà mai che non sia successo niente, Jack le dice di avere passato la notte con tale John Brown, un amico che abita in un'altra città. Clara, sospettando che si tratti di una bugia, telegrafa a Brown di venire da lei per appurare la verità. Jack, allora, chiede al suo amico Frank di fingere di essere Brown e di sostenere la sua storiella. Ma arriva anche il vero Brown, che è il parrucchiere di Clara e che, da tempo, è innamorato di lei. Lo segue poi sua moglie, in preda pure lei ai furori provocati da un carattere geloso. Per ultima, appare la vamp del negozio che confessa di essere la cugina di Clara e che è lei la responsabile di tutto quel teatrino perché, in questa maniera, ha voluto mettere fine e guarire la cugina dalle sue manie ossessive, ammalata com'è di gelosia.

## Produzione
Il film fu prodotto dalla Famous Players-Lasky Corporation. .

## Distribuzione
Il copyright del film, richiesto dalla Famous Players-Lasky Corp., fu registrato il 6 maggio 1920 con il numero LP15013.
Distribuito dalla Paramount Pictures, il film - presentato da Jesse L. Lasky - uscì nelle sale cinematografiche degli Stati Uniti il 9 maggio 1920.
Copia completa della pellicola si trova conservata negli archivi della Library of Congress di Washington.